# Arhopala aristomachus
Arhopala aristomachus är en fjärilsart som beskrevs av Hans Fruhstorfer 1914. Arhopala aristomachus ingår i släktet Arhopala och familjen juvelvingar. Inga underarter finns listade i Catalogue of Life.